# جوسيف لوبيز
جوسيف لوبيز (بالإسبانية: José López)‏ هو رسام إسباني، ولد في 1655 في إشبيلية في إسبانيا، وتوفي في 1700.